# Spülschleuse

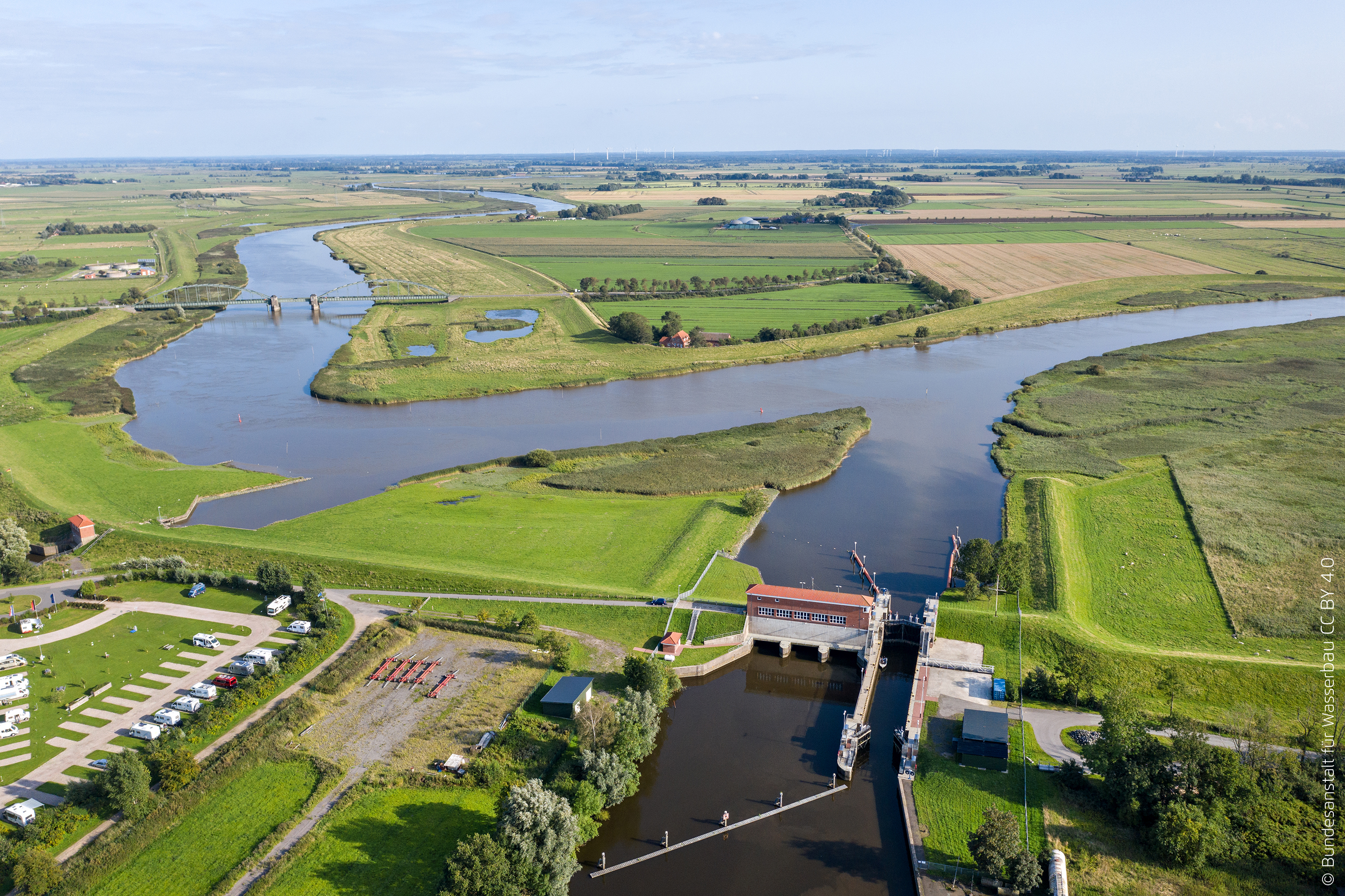
‚Falsche‘ Spülschleuse bei Friedrichstadt

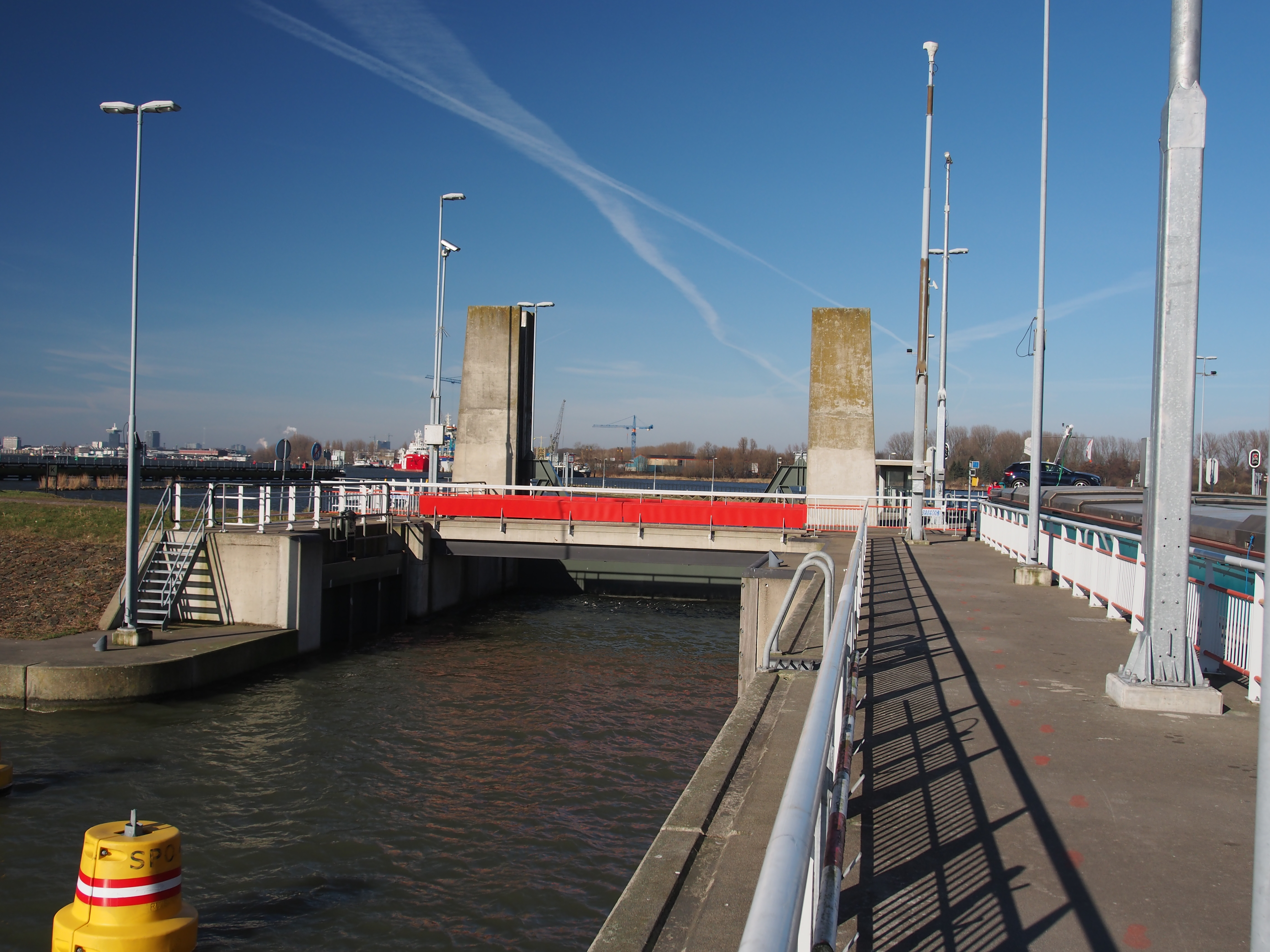
Spülschleuse der Oranjeschleusen

Spülschleusen wurden in der Vergangenheit an der Küste gebaut, um Wasserzüge, Hafenbecken oder Hafeneinfahrten zu spülen und damit von Schlick und Sedimenten zu befreien. Vom Prinzip her gehört eine Spülschleuse zu den Sielbauwerken.
Das bei Flut durch die Spülschleuse einlaufende Wasser füllte ein hinter der Schleuse liegendes Becken oder einen langen Spülgraben. Beim Höchststand der Flut wurde das Tor geschlossen und eine Stunde vor Erreichen des niedrigsten Außenwasserstands (Ebbe) spontan geöffnet, um einen Schwall zum Spülen auszulösen. Sie wurden hauptsächlich bei Häfen mit großem Ebbe- und Flutwechsel angelegt. Bei gleichem Wasserstand außen und innen konnte die Spülschleuse auch zur Durchfahrt für Schiffe benutzt werden. Als letzte funktionsfähige Schleuse ihrer Art in Norddeutschland gilt die Gauensieker Spülschleuse bei Drochtersen an der Unter-Elbe.
Als Falscher Freund wird die im Niederländischen als spuisluis bezeichnete Einrichtung an der Küste  bisweilen als Spülschleuse übersetzt. Korrekterweise müsste sie als Entwässerungsschleuse übersetzt werden, da niederländisch spuien  entwässern oder ablassen bedeutet. Eine spuisluis ist daher ein Sielbauwerk. Meistens besitzen sie feste oder bewegliche Verschlüsse, die keinen Durchgang für Schiffe erlauben.
Die Kombination aus einem Sielbauwerk und einer daneben liegenden Schleuse wird in Friedrichstadt an der Eider als Spülschleuse bezeichnet.
Mit einem echten Spülvorgang existieren in der niederländischen Provinz Zeeland zwei Spülschleusen, die im Grevelingen angelegt worden sind. Durch einen Durchlass im Brouwersdam strömt salzhaltiges Nordseewasser ein und kann am Grevelingendam an der Flakkeese Spuisluis zurück zur Nordsee fließen. Dieses Spülen dient der Regulierung des Salzwassergehalts im Grevelingen, da dieses Gewässer aus Naturschutzgründen als natürlicher Salzwassersee vorgesehen war und nicht verbracken sollte.
Eine weitere Spülschleuse mit Spülfunktion liegt in Amsterdam an den Oranjeschleusen. Über einen separaten Durchlass neben den Schleusen kann Wasser aus dem IJsselmeer eingeleitet werden, um das notwendige Durchspülen der Grachten der Stadt vorzunehmen. Die entsprechende Entwässerung erfolgt über das Sielbauwerk in IJmuiden.
Als weiterer Begriff für eine Entwässerungsschleuse ist Drainageschleuse in Gebrauch.